# Celso Luis Gomes
Celso Luis Gomes (2 september 1964) is een voormalig Braziliaans voetballer.

## Carrière
Celso Luis Gomes speelde in 1993 voor Shimizu S-Pulse.